# Penne-d’Agenais
Penne-d’Agenais ist eine Gemeinde mit 2.495 Einwohnern (Stand 1. Januar 2022) in Frankreich im Département Lot-et-Garonne in der Region Nouvelle-Aquitaine.
Von der Vereinigung Les Plus Beaux Villages de France wurde der Ort 2023 zu einem der schönsten Dörfer Frankreichs erklärt.

## Geografie
Auf einem felsigen Sporn gelegen, überragt die Bastide Penne-d’Agenais das Tal des Lot um 120 Meter. Zu ihren Füßen liegt der Ort Port de Penne, am Zusammenfluss des Lot mit dem linken Nebenfluss Boudouyssou, der etwa ein Kilometer davor seinen Nebenfluss Tancanne aufnimmt. Gegenüber, am rechten Ufer des Lot, liegt die Gemeinde Saint-Sylvestre-sur-Lot.

## Geschichte
- Penn ist ein keltisches Wort, das Bergkamm bedeutet, und vermuten lässt, dass das Plateau einmal von den Galliern bewohnt wurde. Außerdem haben zahlreiche im Dorf und in der Umgebung durchgeführte Ausgrabungen die Spuren einer römischen Besiedelung ans Tageslicht gebracht.

- 1154 ließ die Thronbesteigung von Henri Plantagenet, dem zweiten Gatten von Aliénor von Aquitanien, die ganze Provinz unter englische Vorherrschaft fallen. Richard Löwenherz errichtete in Penne-d’Agenais eine starke Festung zur Verteidigung des Herzogtums von Guyenne.

- Der Süden Frankreichs erlebte Anfang des 13. Jahrhunderts eine starke Entwicklung der religiösen Bewegung der Katharer. Der Konflikt mit den Katholiken zog die Region völlig in einen religiösen Krieg hinein, an dessen Ende der Katholizismus als Sieger hervorgehen sollte. Während dieses Kreuzzuges gegen die Albigenser hatte Raimund VI., der Graf von Toulouse, seinem Seneschall, Hugue d’Alfaro, die schwere Aufgabe anvertraut, die Festung Penne-d’Agenais gegen die Kreuzritter unter Simon IV. de Montfort zu verteidigen. Aber Anfang August 1212, nach fünfzig Belagerungstagen, kapitulierte Penne-d’Agenais.

- Während des ganzen Hundertjährigen Krieges gehörte Penne-d’Agenais abwechselnd zum französischen und englischen Hoheitsgebiet. 1373 zündeten die Engländer die Stadt an, bevor sie sie Bertrand du Guesclin überließen, der sie drei Monate belagert hatte.

- Zu einer protestantischen Hochburg geworden, standen sich in der Mitte des 16. Jahrhunderts in Penne-d’Agenais die Hugenotten und Katholiken kriegerisch gegenüber. 1562 eroberte der Anführer der katholischen Armee nach 99 Belagerungstagen den von den Protestanten gehaltenen Ort. Die Verteidiger wurde mit durchschnittenen Kehlen in den Brunnen des Schlosses geworfen.

- Im 16. und 17. Jahrhundert brach die Pest in der Gegend aus. 1653, nach Ende der Epidemie, gelobten die Einwohner von Penne-d’Agenais, die Kirche Notre-Dame de Peyragude wieder aufzubauen und dorthin am 15. August jedes Jahres eine Prozession zu veranstalten.

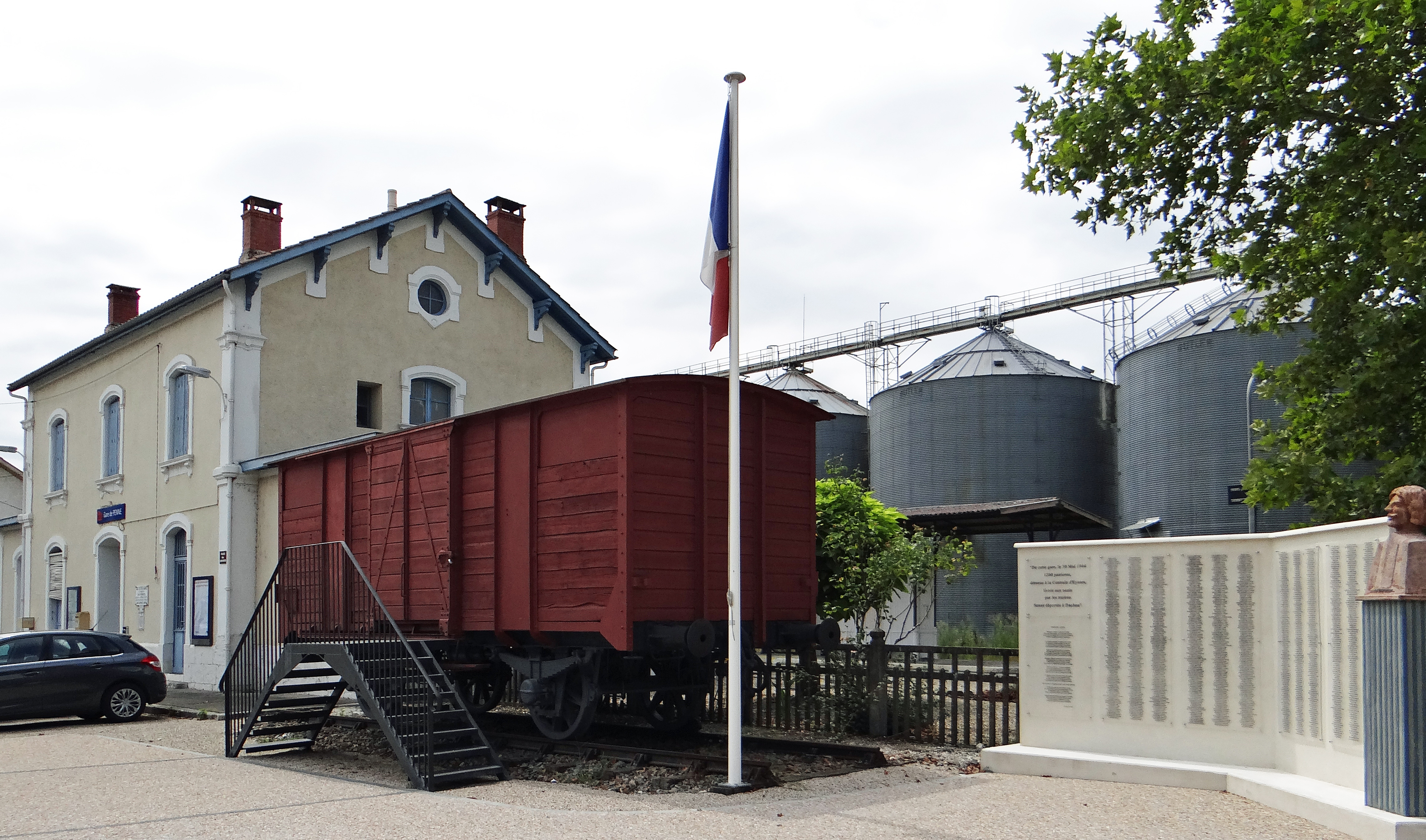
Gedenkstätte für die Deportierten des Gefängnisses von Eysses am Bahnhof von Penne-d’Agenais

In Villeneuve-sur-Lot, dem Nachbarort von Penne-d’Agenais, befand sich seit über 200 Jahren eine große Haftanstalt, die 1943 unter dem Vichy-Regime zur zentralen Haftanstalt für alle politischen Häftlinge der südlichen Zone wurde. Etwa 1200 dort internierte politische Häftlinge versuchten am 19. Februar 1944 einen kollektiven Ausbruch.
Der gescheiterte und nach wenigen Tagen blutig niedergeschlagene Ausbruchsversuch endete damit, dass das Vichy-Regime am 30. Mai 1944 1200 Gefangene aus Eysses an die SS-Division Das Reich auslieferte, die die Gefangenen von Eysses zum Bahnhof von Penne d’Agenais brachte, von wo aus sie nach Compiègne ins Transit- und Internierungslager Royallieu verbracht wurden. Von dort aus erfolgte Ende Juni 1944 ihre Deportation in das Konzentrationslager Dachau. Etwa 400 von ihnen überlebten das nicht.
Am Bahnhof von Penne d’Agenais erinnert heute ein Güterwagen, der „Waggon der Erinnerung“, und daneben ein Mahnmal mit den Namen der 1200 Deportierten an die damaligen Ereignisse.

## Bevölkerungsentwicklung
| Jahr      | 1962 | 1968 | 1975 | 1982 | 1990 | 1999 | 2011 | 2018 |
| Einwohner | 2001 | 2099 | 1957 | 2167 | 2394 | 2330 | 2372 | 2338 |

## Sehenswürdigkeiten

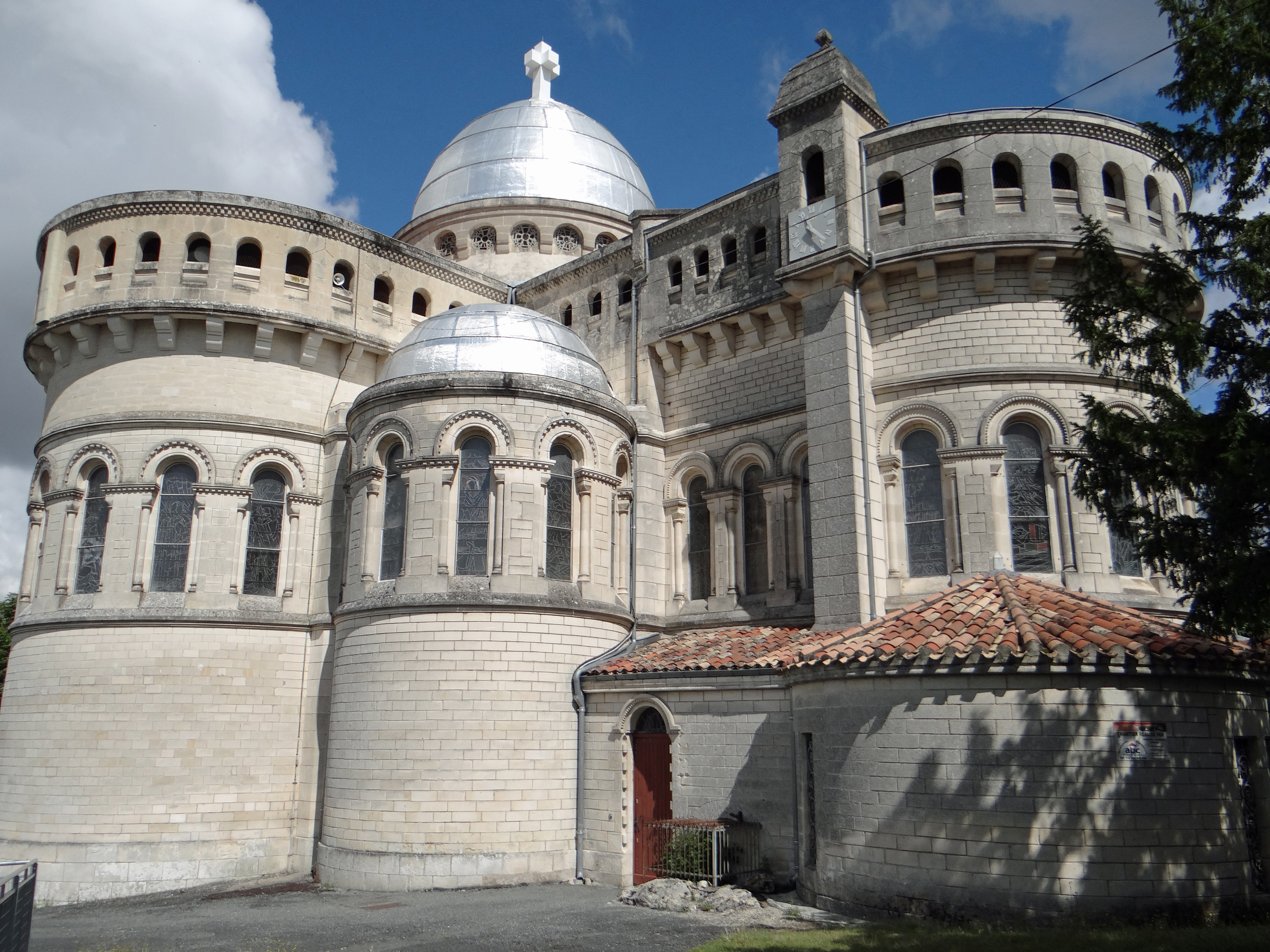
Basilika Notre-Dame de Peyragude

- Stadtensemble mit vielen Kunsthandwerksbetrieben
- Stadttore, Stadtmauern
- Ruine der Burg aus der Zeit von Richard Löwenherz
- Kirche Mercadiel aus dem 13. Jahrhundert
- Wallfahrtskirche Notre-Dame de Peyragude

## Städtepartnerschaften
- Seneffe, Belgien
- Covarrubias, Provinz Burgos, Spanien